# Emjay
Emjay, pseudonimo di Marie-Josée Riel (9 dicembre 1974), è una musicista canadese di genere eurodance.

## Carriera musicale
Dopo esser stata per diversi anni la cantante di una band locale di Ottawa, ha registrato un progetto solista ed ha firmato un contratto discografico. Ha pubblicato diversi singoli e un album nella sua carriera.
Nel 2000, ha ricevuto una nomination al Juno Award nella categoria Best Dance Recording, per il suo singolo Over and Over.

## Discografia

### Singoli
| 1994                                               | "Sound of My Heartbeat"              | 14 | In Your Arms |
| 1995                                               | "Fascinated"                         | 10 | In Your Arms |
| 1995                                               | "Flying to the Moon"                 | 4  | In Your Arms |
| 1995                                               | "In Your Arms"                       | —  | In Your Arms |
| 1996                                               | "Point of No Return"                 | —  | In Your Arms |
| 1996                                               | "Be My Man"                          | —  | In Your Arms |
| 1997                                               | "We All Need Love"                   | —  | Solo singoli |
| 1998                                               | "Let It Go"                          | —  | Solo singoli |
| 1999                                               | "Over and Over"                      | —  | Solo singoli |
| 1999                                               | "Love Will Keep Us Together"         | —  | Solo singoli |
| 1999                                               | "Is This For Real"                   | —  | Solo singoli |
| 2019                                               | "Living My Life" (con ABA/Z Project) | —  | Solo singoli |
| "—" denota singoli che non entrarono in classifica |                                      |    |              |